# .ky
‎.ky‏ دامنه اینترنتی اختصاص داده شده به کشور جزایر کیمن (به انگلیسی: Cayman Islands) است.